# Las Palabras de Amor
„Las Palabras de Amor“ je píseň anglické skupiny Queen, jejímž autorem je kytarista Brian May. Původně vyšla 21. května roku 1982 na albu Hot Space a nedlouho poté také jako singl, na jehož straně B se nacházela píseň „Cool Cat“. Singl se umístil na 17. příčce v hitparádě UK Singles Chart. Převážná část textu je v anličtině, jsou zde však části zpívané španělsky. Během koncertu The Freddie Mercury Tribute Concert v roce 1992 zahrál píseň s přeživšími členy Queen italský zpěvák Zucchero. Zpěvačka Elaine Paige vydala roku 1988 coververzi písně na svém albu The Queen Album.